# Scada reckia
Espèce
Scada reckia est une espèce néotropicale de lépidoptères (papillons) de la famille des Nymphalidae, de la sous-famille des Danainae et de la tribu des Ithomiini.

## Noms vernaculaires
Scada reckia se nomme en anglais Reckia Clearwing ou Hübner's Glasswing.

## Description
L'imago de Scada reckia est un papillon d'une envergure d'environ 37 mm, aux ailes à apex arrondi avec les ailes antérieures bien plus longues que les ailes postérieures. Les ailes sont de couleur jaune bordées de marron, avec aux ailes antérieures une ligne marron qui les sépare en deux plages. Sur le bord externe, la marge marron est marquée d'une ligne submarginale de marques blanches en son milieu.
Le revers est semblable, avec une ligne orange au bord interne de l'aile postérieure dans la marge marron.

## Biologie
Les œufs sont pondus individuellement sur des feuilles ou bourgeons de plantes du genre Solanum.

## Distribution et biotopes
Scada reckia est présent en Équateur, au Pérou, au Brésil, au Suriname, au Guyana, en Guyane, en Colombie, au Venezuela et en Bolivie,,.
Son habitat est la forêt tropicale humide, à des altitudes de 0 à 2 800 m.

## Systématique
L'espèce actuellement appelée Scada reckia a été décrite par l'entomologiste allemand Jakob Hübner en 1808 sous le nom initial de Nereis reckia.

### Sous-espèces
Plusieurs sous-espèces ont été décrites, notamment :
- Scada reckia ethica (Hewitson, 1861) — présente en Équateur et au Pérou,
- Scada reckia theaphia (Bates, 1862) — présente au Brésil,
- Scada reckia philemon (C. & R. Felder, 1865) — présente dans les Guyanes,
- Scada reckia ortygia (Druce, 1876) — présente au Pérou,
- Scada reckia majuscula Haensch, 1905 — présente au Guyana,
- Scada reckia junina Bryk, 1953 — présente au Pérou,
- Scada reckia huascara Fox, 1967 — présente en Colombie,
- Scada reckia labyrintha Lamas, 1985 — présente au Pérou,

auxquelles s'ajoutent plusieurs sous-espèces non décrites au Brésil et au Pérou.

## Protection
L'espèce n'a pas de statut de protection particulier en France (Guyane).